# (7088) Иштар
(7088) Иштар (араб. عشتار‎) — быстро вращающийся околоземный астероид из группы Амура (II), который был открыт 1 января 1992 года американским астрономом Кэролин Шумейкер в Паломарской обсерватории и назван в честь шумерской богини плодородия Иштар. 

Орбита астероида Иштар и его положение в Солнечной системе